# Étagère
En étagère (fransk: [etaʒɛʁ]) bruges til at omtale enten et fransk sæt af hængende eller stående hylder, der bruges til udstilling af forskellige genstande eller en typisk to eller tre-etagers fad til servering af mad.
Étagèren blev en udbredt form for møbel i 1800-tallet. Møblet gav ekstra opbevaringsplads til at udstille sine ting i victorianske husholdninger.
Étagèrer brugt til mad kan være fremstillet af en metalpind og tallerkener eller fade i forskellige størrelser. De bruges ofte ved servering af afternoon tea, men kan også anvendes til andre forfriskninger, slik osv.